# فولدمار هيغلوند
يوهان ڤولدمار هيغلوند (10 أغسطس 1893 - 12 فبراير 1963) فريقًا في الجيش الفنلندي خلال الحرب العالمية الثانية، كذلك تطوع مبكرًا في قوات يآكاري الفنلندية خلال الحرب الأهلية الفنلندية في 1918.

## للمزيد من القراءة
- Eeva-Kaisa Ahtiainen, Woldemar Hägglund – Kollaan kenraali. (ردمك 978-951-1-21280-5) Otava[وصلة مكسورة]